# Tricentrus euschistus
Tricentrus euschistus är en insektsart som beskrevs av William Lucas Distant. Tricentrus euschistus ingår i släktet Tricentrus och familjen hornstritar. Inga underarter finns listade i Catalogue of Life.